# 루이스 피츠제럴드
루이스 피츠제럴드(Lewis Fitz-Gerald, 1958년 11월 15일 ~ )는 오스트레일리아의 배우, 영화 감독, 각본가이다.
애들레이드에서 태어났다.

## 방송
- 헌터스

## 영화
- 트루스 (2015년) - 루이스 보카디 역
- 에이리언 2020 (2000년) - 파리스 P. 오길비 역
- 홈 앤 어웨이 (1988년)
- 어둠 속의 외침 (1988년)
- 야간 열차의 뜨거운 밤 (1988년)